# Близнец, соперник
«Близнец, соперник» (таг. Kambal, Karibal) — филиппинский телесериал, в главных ролях Бьянка Умали, Мигель Танфеликс, Полин Мендоса и Кайлин Алькантара. Он транслировался на телеканале GMA Network с 27 ноября 2017 по 3 августа 2018  года.

## Сюжет
Сериал рассказывает о сёстрах-близнецах Крисанта и Крисельда. Крисельда умирает из-за редкой болезни и остается духом, который видит только Крисанта. Их дружба заканчивается, когда они оба влюбляются в Диего. Соперничество между ними усиливается, в то время как привязанность их матери сосредоточена на Крисанте. Когда эмоции Крисельды переполняют ее, то душа находит тело другого человека для обитания, и она возвращается, чтобы принять любовь своей матери и любовь Диего.

## В ролях
- Бьянка Умали — Крисанта «Крисан» Энрикес Магпантай / Виктория Энрикес Магпантай
- Мигель Танфеликс — Диего Окампо де Вилья
- Полин Мендоса — Крисельда «Крисел» Энрикес Магпантай / Аманда Энрикес Магпантай
- Кайлин Алькантара — Франческа «Ческа» Энрикес де Вилья / Грейс Аким Назар
- Джин Гарсия — Тереза Абая-Баутиста
- Марвин Агустин — Реймонд де Вилья / Самуэль Кальдерон
- Альфред Варгас — Аллан Магпантай
- Кармина Вильярроэль — Джеральдин Энрикес-Магпантай
- Глория Ромеро — Мария Анисия Энрикес
- Кристофер де Леон — Эммануэль «Мануэль» де Вилья
- Джерик Гонсалес — Майкл Рой «Макой» Клаверия
- Франческа Сальседо — Норилин «Нори» Сальседо / Френни
- Рафа Сигуион-Рейна — Винсент Де Хесус
- Шери Баутиста — Лилиан Окампо
- Ракель Монтеза — Милдред Абая

## Награды и номинации
| Год  | Награда                                 | Категория                                        | Получатель        | Результат | Примечание |
| ---- | --------------------------------------- | ------------------------------------------------ | ----------------- | --------- | ---------- |
| 2018 | 32nd PMPC Star Awards for Television    | Лучший премьерный сериал                         | Близнец, соперник | Номинация | [ 2 ]      |
| 2018 | 32nd PMPC Star Awards for Television    | Лучшая драматургическая актриса                  | Кайлин Алькантара | Победа    | [ 2 ]      |
| 2018 | 32nd PMPC Star Awards for Television    | Лучшая драматургическая актриса                  | Полин Мендоса     | Номинация | [ 2 ]      |
| 2018 | 1st Asian Academy Creative Awards       | Лучший актер в главной роли (национальный)       | Мигель Танфеликс  | Победа    | [ 3 ]      |
| 2018 | 1st Asian Academy Creative Awards       | Лучшая женская роль второго плана (национальная) | Кайлин Алькантара | Победа    | [ 4 ]      |
| 2018 | 4th LionhearTV RAWR Awards              | Bet na Bet na Teleserye                          | Близнец, соперник | Номинация | [ 5 ]      |
| 2019 | 6th Paragala Central Luzon Media Awards | Лучшая телевизионная актриса                     | Близнец, соперник | Номинация | N/A        |